# Oddział partyzancki OP-15
Oddział partyzancki OP-15 – oddział partyzancki AK Korzeń, Kawa, działający w granicach powiatu Krosno, istniał obok i współpracował z OP-23 oddziałem sanockim, czy z Obwodem jasielskim ZWZ AK. (Obwód terenowy nie mylić z oddziałem partyzanckim, np. z Oddziałem krośnieńskim AK: OP-11, NOW i AK dowodzonym przez Franciszka Płonkę, a po jego śmierci przez Józefa Czuchrę, czy z oddziałem OP-15 ppor. M. Paczosy – Basza, powstałym 28 marca 1944 r., od maja dowodzonym przez Michała Cerkowniaka Borutę).
Obwód Krosno było jednym z czterech obwodów Inspektoriatu Jasło Podokręgu Rzeszów AK. Podokręg Rzeszów wraz z Inspektoriatami Kraków, Miechów, Nowy Sącz, Tarnów stanowiły Okręgu Kraków AK.

## Geneza Obwodu AK Krosno OP-15
- 1939 – w październiku, w mieszkaniu ks. Jana Góreckiego w Miejscu Piastowym, por. Stanisław Pieńkowski ps. Strzembosz przybyły z Warszawy, powołał Inspektorat SZP obejmujący powiaty: Sanok, Krosno, Brzozów, Jasło. Na szczeblu centralnym powołano ją 27 września 1939 r. na rozkaz dowódcy obrony Warszawy gen. Juliusza Rómmla. Dowódcą SZP został generał Michał Karaszewicz-Tokarzewski. Statutowe cele tej organizacji to: walka o wyzwolenie Polski w granicach przedwojennych, odtworzenie i reorganizacja Armii Polskiej oraz powołanie tymczasowych ośrodków władzy. SZP została zastąpiona w grudniu 1939 r. przez Związek Walki Zbrojnej (ZWZ) a potem przez AK.
- 1939 – jesienią powstaje w Krośnie „Młoda Polska” kierowana na Podkarpaciu przez Zenona Sobotę ps. „Poraj” (później „Korczak” i „Świda”), która przyłączyła się do Tajnej Organizacji Wojskowej. Pod koniec roku zawiązano SZP wspólnie z organizacją z Miejsca Piastowego, która wkrótce weszła w skład ZWZ. Organizatorem i pierwszym komendantem Obwodu Krosno był por. rez. Józef Cząstka ps. „Kotwicz”
- 16 października 1939 – Władysław Owoc organizuje konspiracyjne posiedzenie członków Stronnictwa Narodowego jako pierwszej partii politycznej, która rozpoczęła działalność pod okupacją niemiecką w Krośnie. Podczas zebrania powołano Zarząd Powiatowy z Przewodniczącym Władysławem Owocem oraz oddział Armii Narodowej (później Organizacja Wojskowa Stronnictwa Narodowego i od 1 lipca 1941 r. Narodowe Oddziały Wojskowe). Wybrano organizatora – pierwszym Komendantem Podokręgu Krośnieńskiego NOW, sprawującego tę funkcję do lipca 1940 r. do mianowania Komendantem Okręgu Krakowskiego. Przeprowadzono pięciomiesięczne (do marca 1944 r) szkolenie wojskowe utworzonej drużyny NOW-AK według otrzymanych z Warszawy Instrukcji dla Tajnych Podchorążówek. Odrzucając podporządkowanie Służbie Zwycięstwu Polski i później ZWZ-AK, Narodowa Organizacja Wojskowa uznawała zarazem zwierzchnictwo władz RP i Naczelnego Wodza na uchodźstwie.

## Struktura oddziału OP-15
Korzeń, Kawa,
I/014, I/14, H/a, Sa.
- major Józef Drelichowski – komendant Podokręgu Krośnieńskiego NOW. Po scaleniu NOW z AK objął funkcję jednego z dwóch zastępców inspektora Inspektoratu AK Jasło.
- Józef Czuchra Orski – Od II 1943 r., po scaleniu TOW z AK, stanął na czele oddziału dyspozycyjnego Rejonu Kedywu. (Był wówczas trzykrotnie aresztowany przez Gestapo).

Komendanci Obwodu OP-15 Krosno:
- por. Józef Cząstka Kotwicz – grudzień 1939-luty 1940
- rtm. Marian Waldecki Werner – luty-kwiecień 1940
- kpt. Antoni Baszniak Dzik – kwiecień-październik 1940
- kpt. Stanisław Zmarz Kruk – październik 1940
- kpt. Tadeusz Tomkiewicz Hel – luty-kwiecień 1942
- por. Henryk Puchalski Ryś – marzec 1942–kwiecień 1944
- por. Stanisław Wenklar Wujek, Radosz – lipiec 1944
- kpt. Bolesław Rudziński Irka, Jaskółka – 10 października 1945 r.

Obwód OP-15, ZWZ – AK Krosno podzielono na 3 Zgrupowania:
- I batalion zgrupowania Krosno Południe (dowódca por. Stanisław Wenklar Wujek, Radosław)
  - placówka Chorkówka, Centuria, Cecylia
    - ppor. Jan Leon Mercik od III 1940-V 1942
    - ppor. Kazimierz Kresak od V 1942-IX 1944

  - placówka Dukla, Dalia, Dorota
    - por. Michał Zygmunt Michał do 1942 r.
    - ppor. Jan Kopcza Waldemar od 1942 r. do 15 VI 1944
    - pchor. Kazimierz Wołtosz od 2 VII 1944

  - placówka Iwonicz, Irys, Irena
    - por. Antoni Penar Grzywacz
    - Roman Szatkowski do VI 1944
    - ppor. Jerzy Nowak wel Eugeniusz Werens Pik; od 2 VII 1944

  - placówka Miejsce Piastowe, Pelargonia, Paulina
    - Leopold Gutwiński Biały
    - pchor. Jan Czuchra Kret
    - chor. Jan Zajdel Kres
    - ppor. Stanisław Habrat Polip
    - por. Stanisław Wenklar Wujek
    - ppor. Stanisław Machnik

  - placówka Rymanów, Róża, Rozalia
    - por. Mieczysław Białas
    - por. Władysław Niemczyk Korwin
    - ppor. Jan Głowacki Kmicic
    - ppor. Ludwik Królicki Kurek

- II batalion zgrupowania Krosno Centrum (dowódca por. Jan Moskal Zrąb)
  - placówka Krosno, Kamelia, Kinga
    - Witold Władysław Marszałkowski Bogusław 1940
    - ppor. Jan Moskal Zrąb 1941-VIII 1944
    - ppor. Stanisław Gancarz Tur VIII 1944-IX 1944

  - placówka Korczyna, Konwalia, Kasia
    - chor. Stanisław Szmyd 1940–1942
    - ppor. Zdzisław Greczner Kruk 1942-IX 1944

  - placówka Jedlicze Jaśmin,Jaga
    - por. Józef Domaniecki Szczerba do I 1942
    - chor. Franciszek Kaczkowski Dragat od II 1942-IX 1944

- III batalion zgrupowania Krosno Północ, Fiołek, Fela (dowódca ppor. Władysław Stec Walek – Zastępca Komendanta Obwodu Krosno)
  - placówka Odrzykoń – Bratkówka Oleander, Ola
    - pchor. Stanisław Feruś Orlik 10 IV 1940-16 IV 1944
    - st. sierż. Franciszek Bożek Czołgowiec 17 IV 1944-VI 1944
    - ppor. Józef Urbanek Cedr VI 1944-X 1944

  - placówka Frysztak  Fiołek, Fela
    - ppor. Władysław Stec Walek 1940-VIII 1944

  - placówka Wiśniowa Wrzos, Waleria
    - N. Szczepkowski Szczepcio
    - ppor. Bolesław Irzyk Cień 1940-VI 1943
    - chor. Franciszek Tęcza Wrzos VII 1943-VIII 1944

Obwód Krosno przekształcony w czasie Akcji Burza na:
- Krośnieńsko-Brzozowski 6 Pułk Strzelców Podhalańskich AK
  - dca kpt. Stanisław Cząstka Kotwicz
  - por. Stanisław Węklar Wujek (1906-1992) z Krosna

## Akcje bojowe w Obwodzie Krosno ZWZ – AK
W Obwodzie Krosno ZWZ – AK dokonała od 1942 r. do końca czerwca 1944 r., ok. 92 akcji bojowych:
- Wysadzenie pociągu w Polance zapobiegając wywożeniu fabryk oraz zniszczenie przepustu kolejowego na potoku Marzec, co spowodowało zatrzymanie ruchu kolejowego w rejonie frontu na kilka dni.
- Produkcja konspiracyjna granatów w „Krosnolenie”.
- Zlikwidowano patrol saperów niemieckich usiłujących wysadzać mosty.
- 26 stycznia 1943 r. napad na kasę – przejęcie pieniędzy z niemieckiej kasy „Karpaten Ol” w Potoku i z cegielni w Polance.
- Akcja „Łańcuch” oddziału OP-11 dowodzonego przez Józefa Czuchę (pseudonim „Orski”) na słowacką placówkę graniczną w Certiżnem.
- Napad na dwór zarządzany przez Niemców w Bratkówce i zdobycie broni.
- Napad na posterunki straży granicznej w Barwinku i straży policji ukraińskiej w Równem.
- Rozbrojenie posterunku w Zręcinie.
- Zaatakowanie konwoju z kilkoma pojazdami z bronią na drodze Zręcin – Kopytowa i rozbicie transportu konnego na drodze Chorkówka – Kobylany i Kobylany – Łęki.
- Rozbrojenie taboru niemieckiego i rozdanie zdobycznych koni mieszkańcom Lubatowej.
- Uderzenie przez oddział Bolesława Szczęsnego Sława na niemiecką ekspedycję w Woli Komborskiej.
- Potyczka pod Orzechową w 1943 r.
- dokonanie w sumie kilkunastu akcji wzdłuż szosy do Barwinka przez oddział Leszka, Obłońskiego.
- Zniszczenie radiostacji niemieckiej na dworcu w Iwoniczu (Targowiska) w marcu 1944 r.
- 30/31 maja 1944 – przyjęcie zrzutu broni z 2 samolotów alianckich Halifax koło Starej Wsi-Blizne, przez Placówkę AK – Domaradz.
- 14 czerwca 1944 – zamach partyzantów Beksy i Waldemara na Paula Diebala Majstra, krwawego komendanta Schutzpolizei w Dukli.
- 1 lipca 1944 – odebranie w czasie akcji Raszka, przez 60 osobowy oddział por. Władysława Steca zrzutu ponad 6 ton uzbrojenia, wykonanego z trzech samolotów alianckich, na terenie Lubli k. Frysztaka.
- Wykradanie broni i amunicji w ramach OP-11 w kasynie na Lotnisku w Krośnie przez Krystynę Samborską (1923-1944) Zuch, która została zdemaskowana i zamordowana przez hitlerowców.
- 14 lipca 1944 – napad na posterunek Werkschuzuna Kopalni Równe i rozbrojenie oddziału niemieckiego przez 38 osobowy oddział Franciszka Kochana.
- W sierpniu 1944 roku oddział AK Placówki Hortensja dowodzony przez „Jarowicza”, napadł na dwór ufortyfikowany przez stacjonujący w nim ukraiński oddział SS „Galizien” w Chorkówce i zdobył dokumenty świadczące o zamiarze pacyfikacji okolicznych miejscowości przez oddział SS.

Do najbardziej niebezpiecznych akcji dywersyjnych Kośba należały zamachy na funkcjonariuszy niemieckiej administracji, konfidentów:
- Próba likwidacji szefa gestapo w Krośnie.
- koncentracja partyzantów z zamiarem zdobycia lotniska i Krosna przez pierwszą utworzoną 1 sierpnia 1944 r. kompanię Beksa.

- 21 lipca 1944 – wyzwolenie Iwonicza Zdroju (i zabicie oraz zranienie 44 Niemców, a około 300 Niemców zabranie do niewoli), w czasie wykonywania zadania zdobycia dokumentów, przez 38 osobowy oddział Franciszka Kochana, i utrzymywanie wolnego państwa nazwanego Rzeczpospolita Iwonicka.
- 28 lipca 1944 – zwycięska walka koło Bóbrki z oddziałem Wehrmachtu i zdobycie 70 wozów taboru z uzbrojeniem oraz 100 koni przez 38 osobowy oddział Franciszka Kochana.

- W ramach akcji „Burza” 29 lipca 1944 grupowano w lasach Odrzykońskich plutony z placówek Wiśniowa, Frysztak i Odrzykoń, Jedlicze, z których powstało Zgrupowanie „Północ” o sile około 250 żołnierzy i stanowiło zalążek 3 batalionu r psp AK. Podczas walk zbrojnych prowadzonych w ramach „Burzy” dowodził nimi p.por. Władysław Stec Walek do sierpnia 1944 r.

- 28 lipca 1944 – w przeddzień operacji, w Odrzykoniu zatrzymał się silny oddział niemiecki, dysponujący bronią pancerną.

Oddziały partyzanckie Obwodu Krosno – OP- 15, stacjonujące w lasach Odrzykońskich i w Przybówce, zostały skierowane do walki w Sanockie i podporządkowane dowódcy Zgrupowania Partyzanckiego „Południe” o kryptonimie KN-23 OP-23 (oddział partyzancki AK). Z powodu braków aprowizacyjnych, pod koniec sierpnia 1944 r., większość żołnierzy z oddziału pochodzących z krośnieńskiego, opuściło zgrupowanie Sanockie i podjęło marsz w kierunku Rymanowa i Iwonicza Zdroju. W okolicach Góry Cergowej oddział połączył się z oddziałem por. Jerzego Nowaka „Pik”.
- 2 sierpnia 1944 – zniszczenie mostu na Jasiołce koło Dukli przez oddział Franciszka Kochana, w celu utrudnienia dla wycofujących się wojsk z Doliny śmierci.
- 26 sierpnia 1944 – zarządzenie przez Niemców ewakuacji Krosna i o wysadzaniu budynków, oraz ochrona miasta przez Kompanię Bekasa AK
  - 30 sierpnia 1944 – rozbrojenie oddziału hitlerowskiego przywożącego bomby przy b. starostwie
  - 30 sierpnia 1944 – rozbrojenie Niemców zakładających bomby przy kinie przez Pluton AK Lamparta i wrzucenie bomb do Lubatówki
  - 2 września 1944 – rozbrojenie hitlerowców, na lotnisku, przez Pluton Lamparta
- 1 września 1944 oba oddziały okrążyły i pokonały w walce oddział niemiecki w Lubatowej, zdobywając broń, konie (zrabowane wcześniej mieszkańcom) oraz wozy z żywnością.

Tego samego dnia, dzięki napływowi ochotników, oddziały przekształcono w kompanię ZN-23, której dowódcą został por. Piotr Massalski „Morena”.
Większość żołnierzy Placówki Jedlicze pełniło służbę, od sierpnia 1944 r., w plutonie Stanisława Lichonia ”Lamparta”. Walczyli oni z Niemcami w rejonie Wrocanki, Chorkówki, Bóbrki i Krosna.
We Wrocance po napadzie w nocy na sklep, Niemcy rozstrzelali w czasie prowadzenia na posterunek do Miejsca Piastowego mieszkańców, którzy mieli tej nocy stróżować: Stanisława Steca i Jana Dróbka – pozostawili ich w rowie. Na prośby miejscowych, Niemcy pozwolili pochować zabitych obok pobliskiej kaplicy św.Rozalii.
- 8 września 1944 – wojska radzieckie opanowały Ustrobnę, Turaszówkę, Potok, Moderówkę, Jaszczew, Jedlicze, Dobieszyn, Potakówkę a 11 września 1944 r. Krosno.

- 12 września 1944 kompania podjęła marsz na pomoc Rzeczypospolitej Iwonickiej do Iwonicza Zdroju.

- 13 września 1944 w wyniku natarcia AK, wywiązała się walka z Niemcami na Górze Winiarskiej, na przedpolach Iwonicza, gdzie został postrzelony w udo Jerzy Nowak Pik.

Niemcy otaczający Iwonicz otrzymali większe wsparcie i partyzanci musieli wycofać się, a kompania została rozwiązana. Jednak i wróg musiał się wtedy wycofać zauważając, że znalazł się w pierścieniu i przeszedł w kierunku południowo-zachodnim, na wzgórze koło Iwli.
Po opuszczeniu miasta przez Niemców, dowódca OP-15, por. „Boruta” podjął się rozbrojenia min, pozostawionych przez Niemców na ulicach.

## Represje na AK po wkroczeniu Armii Czerwonej
Z powodu aresztowań, około tysiąca osób, osadzeniu w obozach na Zamku w Rzeszowie i wywózek na Syberię, dokonywanych przez NKWD, w sztabie Obwodu Krosno i w Placówkach, większość żołnierzy zdecydowała nie ujawniać swej przynależności do Armii Krajowej. W Iwoniczu aresztowano mjr. dr. Józefa Aleksiewicza, rodzinę Załuskich i kilku innych, a Zbigniewa Bartosza wywieziono do łagrów, gdzie zmarł na tyfus. Na bohaterskim obrońcy Iwonicza – dow. AK Jerzym Nowaku Piku wykonano w PRL-u, wyrok śmierci.
Major Adam Winogrodzki Władysław Węgrzynowski, Korwin, Ordon (1901-1957) – dowódca Zgrupowania AK Południe a od 1 lipca Zgrupowania „Południe” (oddział OP-11 Józefa Czuchry, „Orskiego”, „Skalnego” – Wojciecha Rosolskiego oraz OP-23 „KN-23”).
Siedzibą komendy Zgrupowania był zamek Baronów Gubrynowiczów w Porażu.
Zadaniem Zgrupowania była walka z wycofującymi się wojskami niemieckimi i z bojówkami ukraińskimi oraz ochrona ludności przed ich napadami.
Na zapleczu zgrupowania, od strony wschodniej działał oddział polskiej samoobrony, dowodzony przez Józefa Pawłusiewicza oraz partyzantka radziecka pod dowództwem kpt. Mikołaja Kunickiego.
We wrześniu 1944 r., po przełamaniu linii frontu i po nawiązaniu kontaktu z 242 Brygadą Pancerną Armii Czerwonej, 19 września tego roku, Winogrodzki rozformował Zgrupowanie i nakazał złożenie broni. Znacząca część żołnierzy tego Zgrupowania zgłosiła się następnie do służby w WP, w tym oficerowie kontrwywiadu i saperów Obwodu, kwatermistrz Obwodu, komendant placówki AK w Sanoku, komendant placówki AK w Czarnej, Ustrzykach Dolnych oraz komendant Obwodu Krosno, część, w tym komendant wywiadu AK, zasiliła szeregi MO i UB, pozostali tworzyli szeregi polskiej samoobrony przed UPA.
Na tym terenie po Brzozów i Leżajsk działało Zgrupowanie Warta oraz Antoniego Żubryda
Stanisław Dąbrowa-Kostka działając w starych strukturach AK, pod nowymi nazwami „Niepodległość” i Delegatura Sił Zbrojnych na Kraj, w maju 1945 r., sformował oddział partyzancki w sile kompanii i dowodził nim początkowo na terenach byłego Obwodu AK Przemyśl, a potem Obwodów Sanok i Krosno. Od grudnia 1944 r. do sierpnia 1945 r., Stanisław Dąbrowa Kostka, jako oficer dywersji Komendy Obwodu AK-DSZ starał się odtworzyć struktury rozbite przez aresztowania. Gromadził broń i sformował oddział, którego celem była obrona ludności cywilnej przed aresztowaniami przez NKWD i przed wywózką na Syberię. Oddział ten został rozformowany dopiero w sierpniu 1945 r. na rozkaz mjr. „Ludwika”. Z końcem września Dąbrowa skierowany został do Krakowa na stanowisko szefa Wydziału Informacji i Bezpieczeństwa oraz dowódcy „Straży” (zbrojne zespoły ochrony WiN).

## Czasopisma na terenie Obwodu AK Krosno OP-15
W Odrzykoniu wydawane były przez Stanisława Ferusia Orlika:
- Przegląd Polski
- Biuletyn Informacyjny
- Naród Polski
- Racławice
- Placówka z 5 listopada 1944 r.
- Reduta wyd. od XII 1940 r. w Miejscu Piastowym i we Wrocance, red. był inż. Zygmunt Lewicki Maciej, potem w Odrzykoniu, przez St. Ferusia Orlika do 29 lipca 1944 r. Zamieszczono tu wiersze m.in. Persowskiej. Poprzedniczką tego czasopisma była wydawana przez ks. Jana Góreckiego
- Walka o Polskę
- Szlakiem Orła Białego wyd. w Brzozowie

Na terenie tego Obwodu ukazywały się:
- Biuletyn Radiowy wyd. w Krośnie przez Andrzeja Mendelowskiego
- Pobudka
- Victoria
- Na Przełomie
- Przełom Polski

Po wejściu wojsk sowieckich w 1944 r. rozprowadzano w tym obwodzie: kilka pism centralnych NZW:
- Walka, Teka, Oko, Wszechpolak (wyd. Tadeusz Łabędzki).

Poszczególne okręgi wydawały własną prasę, która była rozprowadzana w OP-15:
Okręg Rzeszowski AK wydawał:
- Głos Jedności Polskiej

Pod red. Jana Radożyckiego z SN obwód sanocki AK wydawał w czasie okupacji tygodnik pt. Przegląd Tygodniowy wychodzący w Jaćmierzu